# Battaglia di Cedar Mountain
La battaglia di Cedar Mountain (conosciuta anche come battaglia di Cedar Run) venne combattuta in Virginia del Nord il 9 agosto 1862 nell'ambito della guerra di secessione americana.

## Contesto
Alla fin del giugno 1862 il maggiore generale nordista John Pope venne nominato comandante dell'Armata della Virginia. Pope schierò il proprio esercito in un arco lungo la Virginia Settentrionale posizionando il maggiore generale Franz Sigel a Sperryville, il maggiore generale Nathaniel Banks a Little Washington e il maggiore generale Irvin McDowell a Falmouth.
Ad inizio luglio il comandante dell'esercito sudista in Virginia, il generale Robert E. Lee rispose schierando il maggiore generale "Stonewall" Jackson con 14 000 uomini a Gordonsville. Il 27 luglio Jackson ricevette ulteriori 10 000 uomini di rinforzo.

## La battaglia

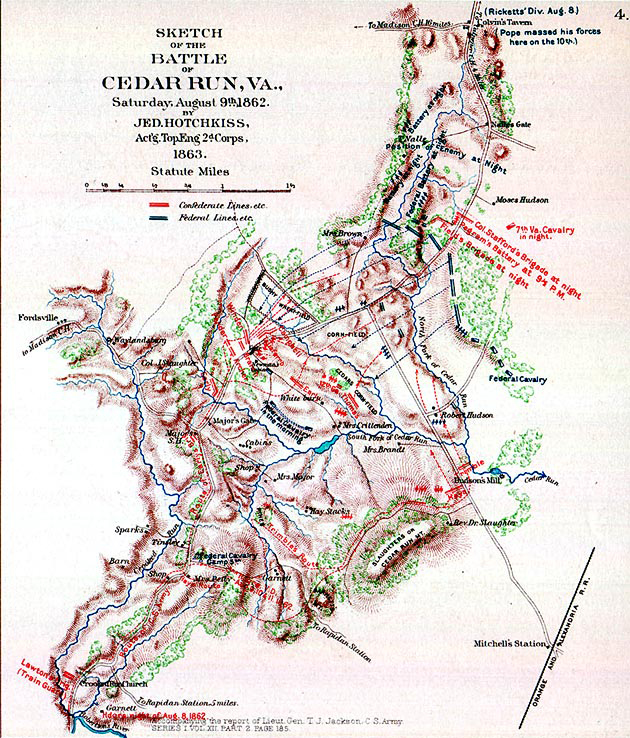
Schema della battaglia di Cedar Mountain

Il 6 agosto Pope iniziò la sua avanzata ed entrò nella Contea di Culpeper con l'obiettivo di occupare la connessione ferroviaria di Gordonsville.
Il 9 agosto Jackson decise di passare all'offensiva: varco il fiume Rapidan e attaccò l'avanguardia di Pope, composta dagli uomini di Banks. Questi si assestò in posizione difensiva a Cedar Run, circa 11 km a sud di Culpeper Court House.
Dopo un duro scontro Banks fu costretto a ritirarsi, inseguito dagli uomini di Jackson.

## Conseguenze
Per due giorni Jackson mantenne la sua posizione a sud di Cedar Run, in attesa di un eventuale contrattacco nordista.
Il 12 agosto, dopo aver saputo che l'esercito di Pope era arrivato a Culpeper Court House, si ritirò attestandosi in una posizione più difensiva dietro il fiume Rapidan .